# NGC 5985
NGC 5985 est une vaste galaxie spirale barrée située dans la constellation du Dragon. Sa vitesse par rapport au fond diffus cosmologique est de (2557 ± 4 km/s), ce qui correspond à une distance de Hubble de 37,7 ± 2,6 Mpc (∼123 millions d'al). NGC 5985 a été découverte par l'astronome germano-britannique William Herschel en 1788.
NGC 5985 a été utilisée par Gérard de Vaucouleurs comme une galaxie de type morphologique SAB(r)b dans son atlas des galaxies,.

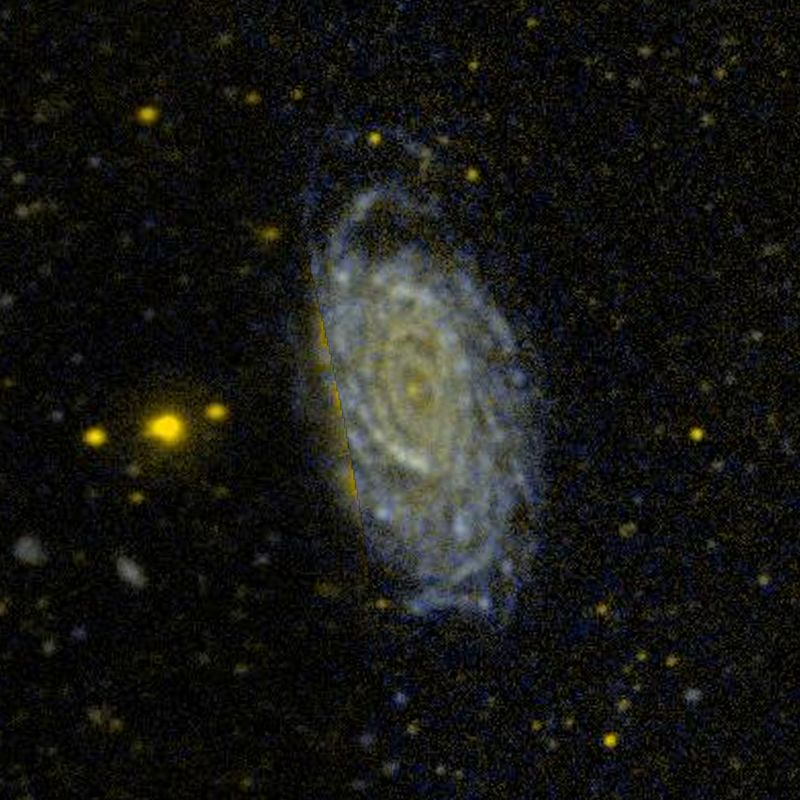
NGC 5985 en ultraviolet par le satellite GALEX.

La classe de luminosité de NGC 5985 est II et elle présente une large raie HI. De plus, c'est une galaxie LINER, c'est-à-dire une galaxie dont le noyau présente un spectre d'émission caractérisé par de larges raies d'atomes faiblement ionisés. C'est aussi une galaxie active de type Seyfert 1.
En raison d'une brillance de surface égale à 14,14 mag/am2, on peut qualifier NGC 5985 de galaxie à faible brillance de surface (LSB en anglais pour low surface brightness). Les galaxies LSB sont des galaxies diffuses (D) avec une brillance de surface inférieure de moins d'une magnitude à celle du ciel nocturne ambiant.
À ce jour, 18 mesures non basées sur le décalage vers le rouge (redshift) donnent une distance de 37,300 ± 13,917 Mpc (∼122 millions d'al), ce qui est à l'intérieur des valeurs de la distance de Hubble.

## Groupe de NGC 5985

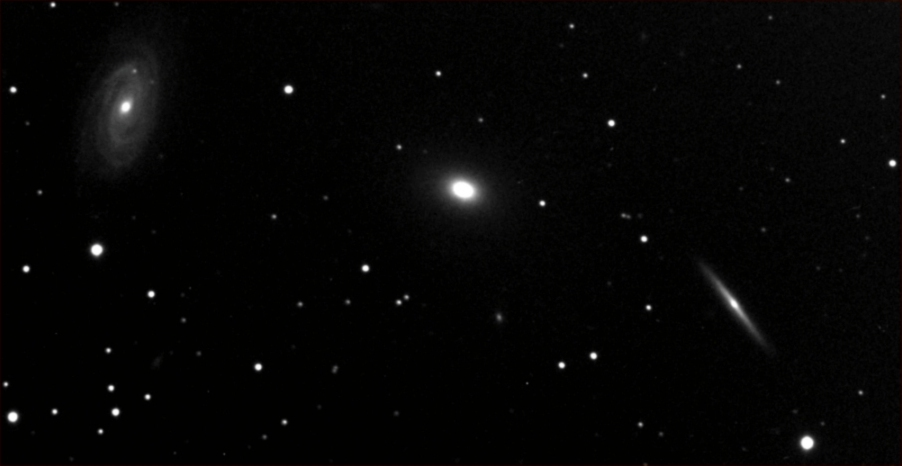
De gauche à droite : les galaxies NGC 5981 NGC 5982 et NGC 5985.

NGC 5985 est la galaxie la plus brillante d'un groupe de galaxies qui porte son nom. Selon Abraham Mahtessian, le groupe de NGC 5985 compte au moins cinq membres. Les quatre autres galaxies du groupe sont NGC 5981, NGC 5982, NGC 5987 et NGC 5989.
A. M. Garcia mentionne aussi le groupe de NGC 5985, mais la galaxie NGC 5981 n'apparaît pas sur sa liste.